# Luís Boa Morte

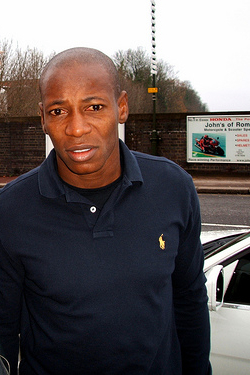
Luís Boa Morte

Luís Boa Morte, född 4 augusti 1977 i Lissabon, är en portugisisk före detta fotbollsspelare. Mellan 2000 och 2007 spelade han i det engelska laget Fulham.